# Proyector de ondas aumentadas
El método del proyector de ondas aumentadas (PAW) es una técnica utilizada en los cálculos de estructura electrónica ab initio. Es una generalización de los métodos de pseudopotenciales y de ondas planas aumentadas lineales, y permite que los cálculos de la teoría de los funcionales de la densidad se realicen con mayor eficiencia computacional.
Las funciones de onda de valencia tienden a tener oscilaciones rápidas cerca de los núcleos de iones debido al requisito de que sean ortogonales a los estados internos; esta situación es problemática porque requiere muchos componentes de Fourier (o en el caso de los métodos basados en una cuadrícula, una malla muy fina) para describir las funciones de onda con precisión. El método PAW aborda este problema al transformar estas funciones de onda que oscilan rápidamente en funciones de onda suaves que son más convenientes desde el punto de vista computacional, y proporciona una manera de calcular las propiedades de todos los electrones de estas funciones de onda uniformes. Este enfoque recuerda algo a un cambio de la imagen de Schrödinger a la imagen de Heisenberg.